# Philadelphus lewisii
Садовий жасмин Льюїса (Philadelphus lewisii) — листопадний кущ роду садовий жасмин (Philadelphus).

## Назва
В англійській мові рослину називають «несправжній апельсин» (англ. Mock orange) і «індіанське дерево для стріл» (англ. Indian arrowwood). Наукову назву отримав від імені дослідника Мерівезера Льюїса, учасника експедиції Льюїса-Кларка 1804-1806 року, що вперше зібрав її у гербарій.

## Будова
Рослина росте висотою до 2,5 метра, має довге (1-4 х 2-8 см) яйцеподібне листя із невеликими зазубринами на краю. Кора у молодих рослин червоняста, з часом сіріє і лущиться. Плід - чотирьох-камерна насінна коробочка з численними веретеноподібними насінинами. 

## Життєвий цикл

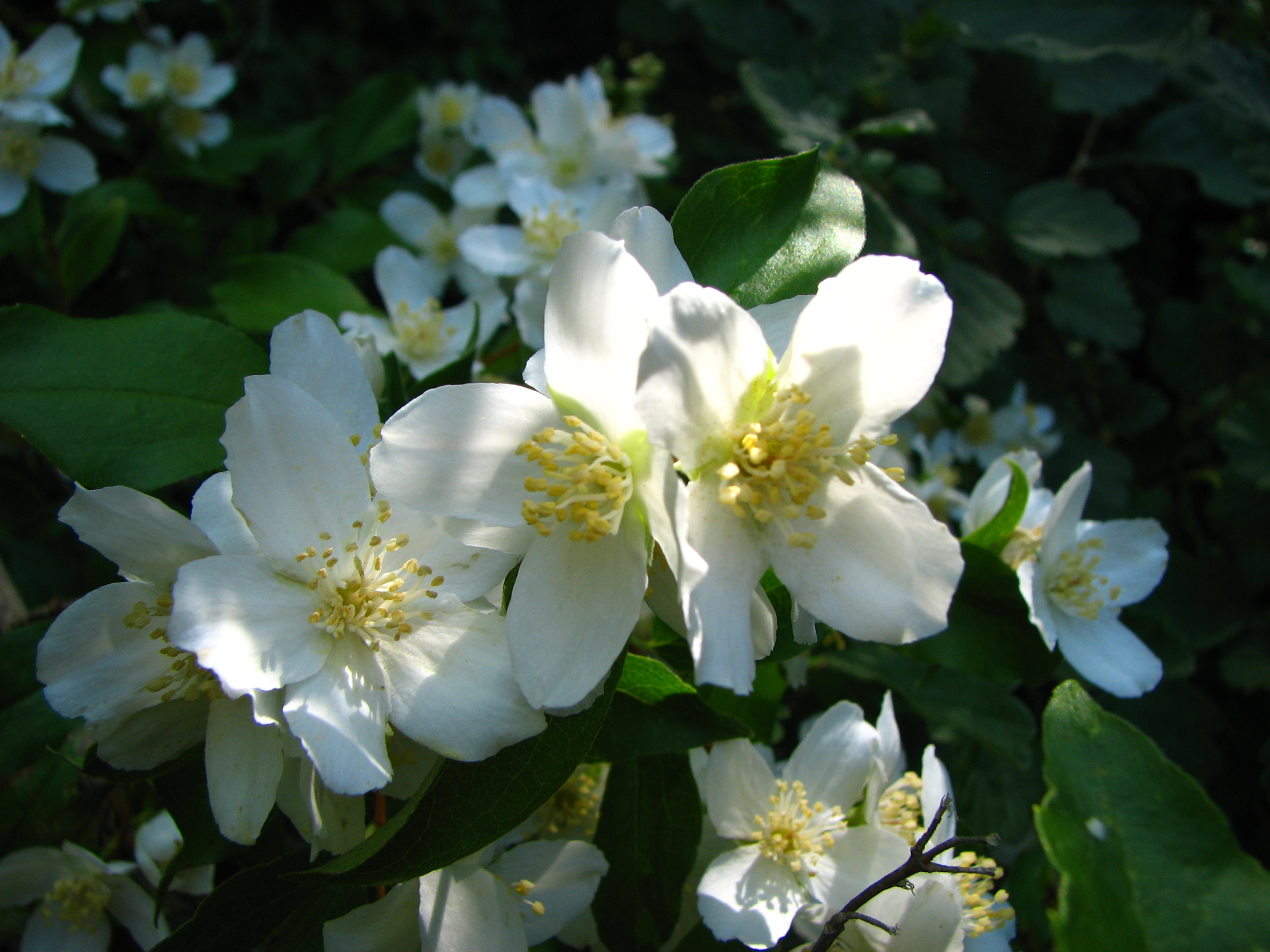
Квіти Садового жасмину Льюїса

Цвіте у кінці весни. Насінні коробочки зріють до осені і розтріскуються у вересні та жовтні.

## Поширення та середовище існування
Поширений на північному заході США. 

## Практичне використання
Використовується для укріплення схилів. Квіти використовують у парфумерії та для приготування чаю. Індіанці робили з цього куща стріли.

## Цікаві факти
Садовий жасмин Льюїса є квіткою-символом штату Айдахо.